# Bestorming van de Tuilerieën
De Bestorming van de Tuilerieën (Frans: Prise des Tuileries, beter bekend als Journée du 10 août 1792 oftewel "Dag van 10 augustus 1792") was een cruciale gebeurtenis tijdens de Franse Revolutie, waarbij verschillende revolutionaire milities op 10 augustus 1792 een aanval deden op het Tuilerieënpaleis in Parijs, waar koning Lodewijk XVI van Frankrijk zich had verschanst met 900 Zwitserse soldaten als bescherming. Het gevecht was het gevolg van toenemende spanningen tussen de impopulaire constitutionele monarchie en radicaliserende revolutionairen die steeds republikeinser werden, mede door de voor Frankrijk aanvankelijk rampzalig verlopende Eerste Coalitieoorlog, waarvan de koning de schuld kreeg. Nadat een deel van de Nationale Garde was overgelopen naar de aanvallende Parijse sansculotten en Zuid-Franse jakobijnen, bleef alleen de Zwitserse Garde nog over voor de verdediging van het paleis. Toen na een urenlange confrontatie uiteindelijk een vuurgevecht uitbrak, kwam twee derde van de Zwitserse lijfwachten  om en werd de koning gevangengenomen en geschorst.

## Voorgeschiedenis
Op 1 augustus werd het zogenaamde manifest van de hertog van Braunschweig gepubliceerd. De opperbevelhebber van de Pruisische en Oostenrijkse troepen die klaar stonden om Frankrijk binnen te vallen, Karel II Wilhelm Ferdinand van Braunschweig, riep de Franse troepen, de nationale garde en de bevolking op zich zonder weerstand te onderwerpen om de koninklijke familie uit gevangenschap te bevrijden. Koning Lodewijk XVI diende volgens dit manifest in zijn voorouderlijke rechten te worden hersteld.

## Verloop

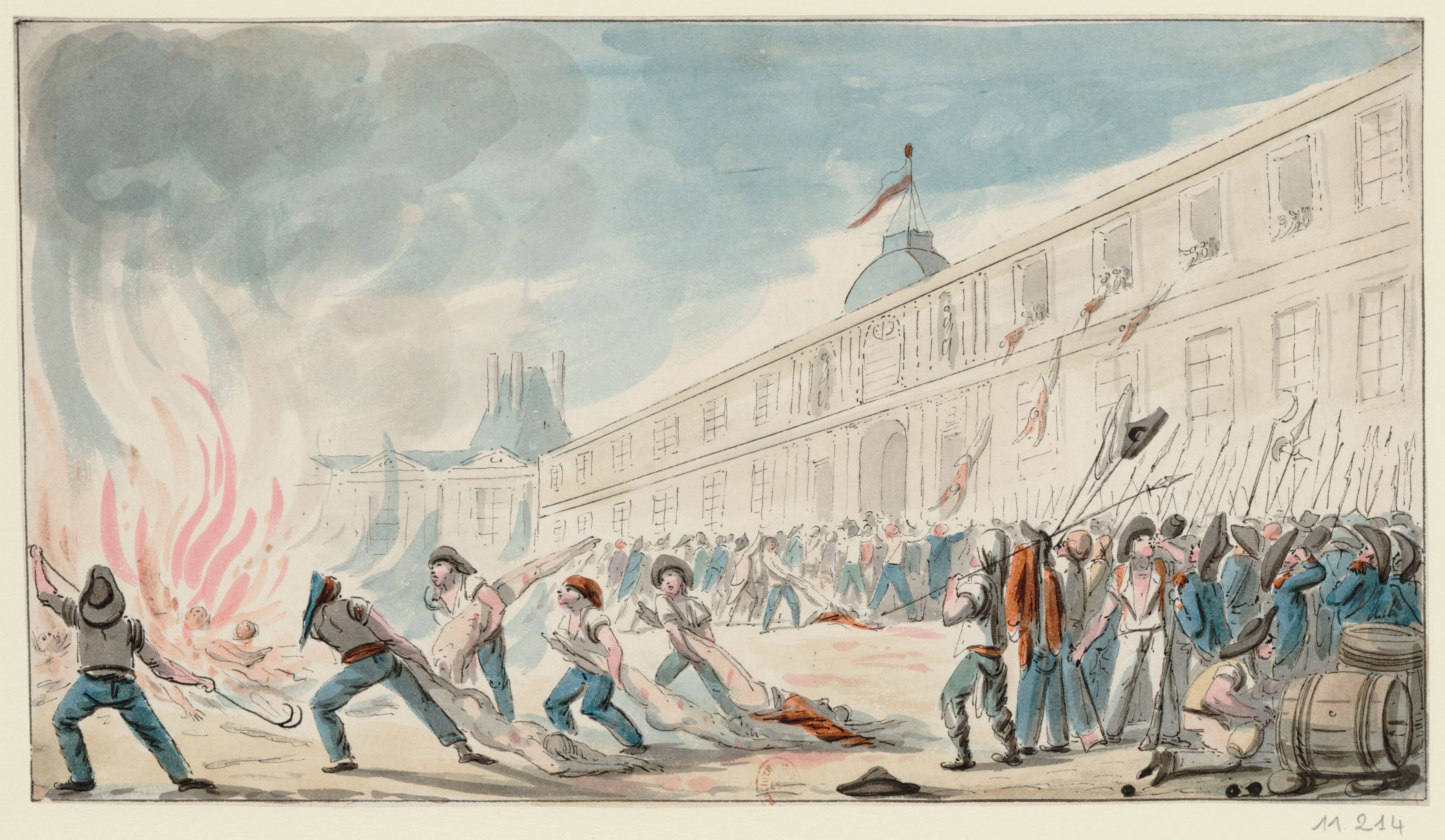
Na het gevecht werden de gedode gardisten uit het raam gegooid, ontkleed en verbrand (Étienne Béricourt, ca. 1792)

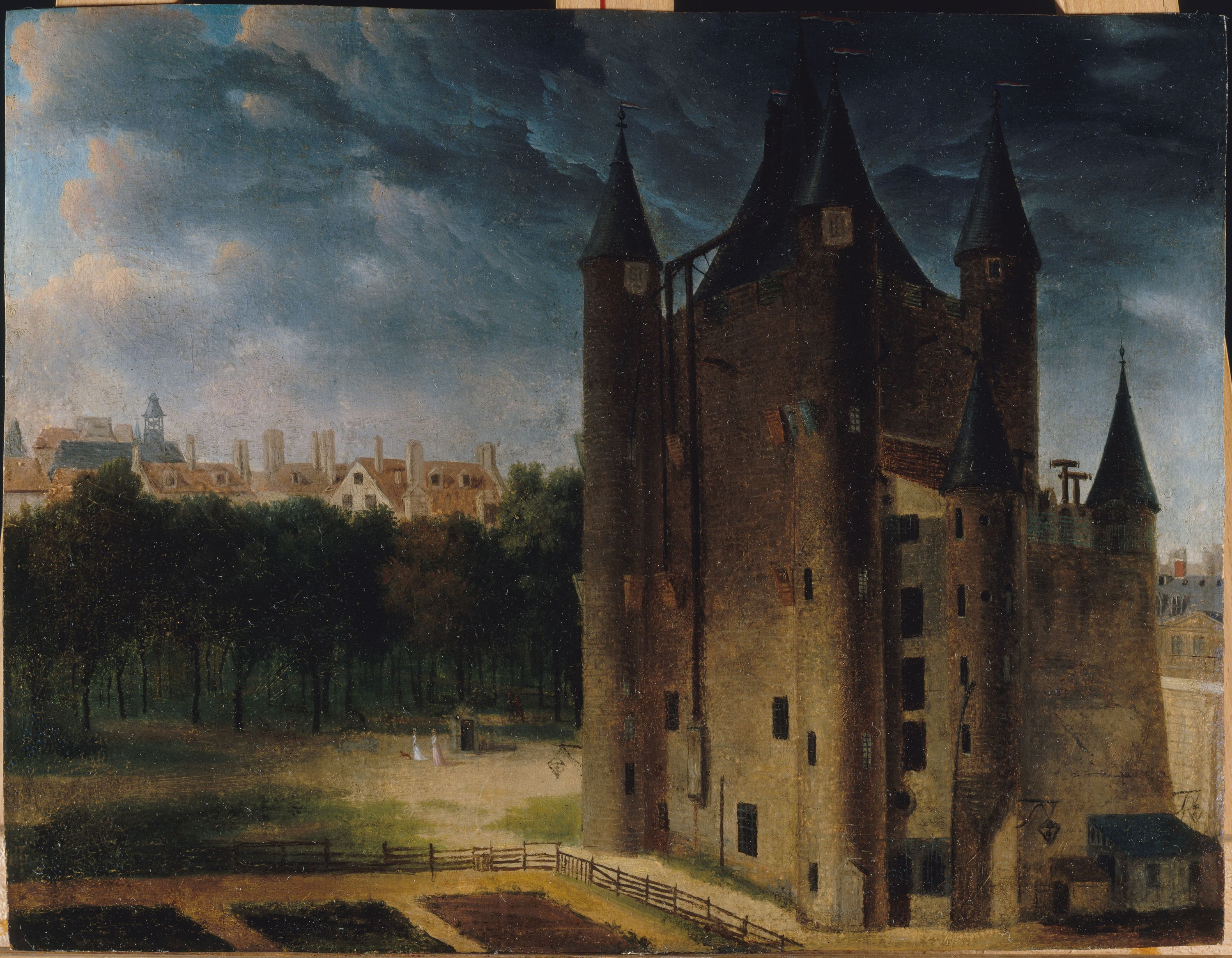
De toren van de Temple (1795)

In de nacht van 9 op 10 augustus 1792 vergaderden de 48 Parijse secties van de sansculotten. 47 secties spraken zich uit voor afzetting van de koning. Het stadhuis van Parijs werd bezet, het stadsbestuur werd afgezet en in zijn plaats werd een nieuwe Commune insurrectionelle gesteld. Georges Danton liep heen en weer en werd de volgende dag benoemd tot minister van Justitie in een comité van louter girondijnen. Bij de jakobijnen nam Robespierre de leiding.
Op 10 augustus werd het Tuilerieënpaleis bestormd. Om acht uur 's ochtends kwam de federatie uit Marseille aan. De Zwitserse lijfwacht van de koning opende het vuur. Vroeg in de ochtend ging Lodewijk XVI de tuin in om de Nationale Garde aan te moedigen. Hij nam daarna zijn toevlucht, samen met de koninklijke familie, tot de vergaderzaal van de Wetgevende Vergadering in de Salle du Manège. Om tien uur gaf de koning de Zwitserse Garde het bevel het vuren te staken en ondertekende daarmee hun doodvonnis. Het werd de bloedigste dag in de Franse Revolutie.
Alle kamers en kasten werden doorzocht. De ongelukkigen die zich daar verstopt hadden, werden uit de ramen geworpen. Meer dan honderd bedienden van de koning ondergingen hetzelfde lot. Sommigen hadden zich verstopt in de schoorsteenpijpen. Men bracht een bezoek aan keukens en kelders van het paleis. De dronken menigte danste rond de vuren op de binnenpleinen. Tegen de middag was de strijd afgelopen.
Ook burgemeester Pétion van Parijs liet zich gevangenen nemen. Tussen de toeschouwers bevond zich Napoleon Bonaparte. De bescherming van de Assemblée bleek niets waard: de koning en zijn gezin werden door de Commune gevangengezet in de Temple, met een smoes: "voor hun veiligheid". Om de familie rustig naar de Temple te krijgen werd hen listig voorgespiegeld dat ze in het stadspaleis aldaar zouden verblijven. Het werd de sombere donjon.

## Constitutionele implicaties
Parallel aan de bestorming liet de Parijse Commune ook haar invloed gelden in de Wetgevende Vergadering. Deze was het initiatief verloren en stemde in met de revocatie van de ministers, de schorsing (niet afzetting) van de koning en de bijeenroeping van een Nationale Conventie. Nog op 10 augustus werd beslist dat de verkiezing ervan zou gebeuren bij algemeen mannenstemrecht. Bij acclamatie stelde de Conventie een voorlopige uitvoerende raad aan, bestaande uit Danton, Roland, Servan, Clavière, Lebrun en Monge.
De volgende dag werd de kieswet gestemd, die alle mannen boven de 21 jaar liet deelnemen aan de verkiezingen van 1792, zonder cijnsvoorwaarde. Het verschil tussen actieve en niet-actieve burgers werd opgeheven. Tot haar laatste zitting op 20 september zou de Wetgevende Vergadering, bevrijd van het koninklijke veto, een frenetiek werktempo aanhouden, in een klimaat van militaire dreiging: de coalitie nam op 23 augustus Longwy en op 2 september Verdun, het laatste bolwerk vóór Parijs.

## Nasleep
Op 21 augustus vond de eerste terechtstelling van vijanden van de revolutie plaats onder de guillotine. Vervolgens kwam het tot de Septembermoorden waarbij honderden gevangenen op brute wijze werden vermoord.
Nadat de monarchie op 21 september was afgeschaft, raakte de Conventie, opvolger van de Nationale Vergadering, in conflict met de 'commune', het stadsbestuur van Parijs, dat door de sympathisanten van Robespierre beheerst werd. Dit conflict zou dramatische gevolgen hebben voor het verloop van de Revolutie.

## Monumenten

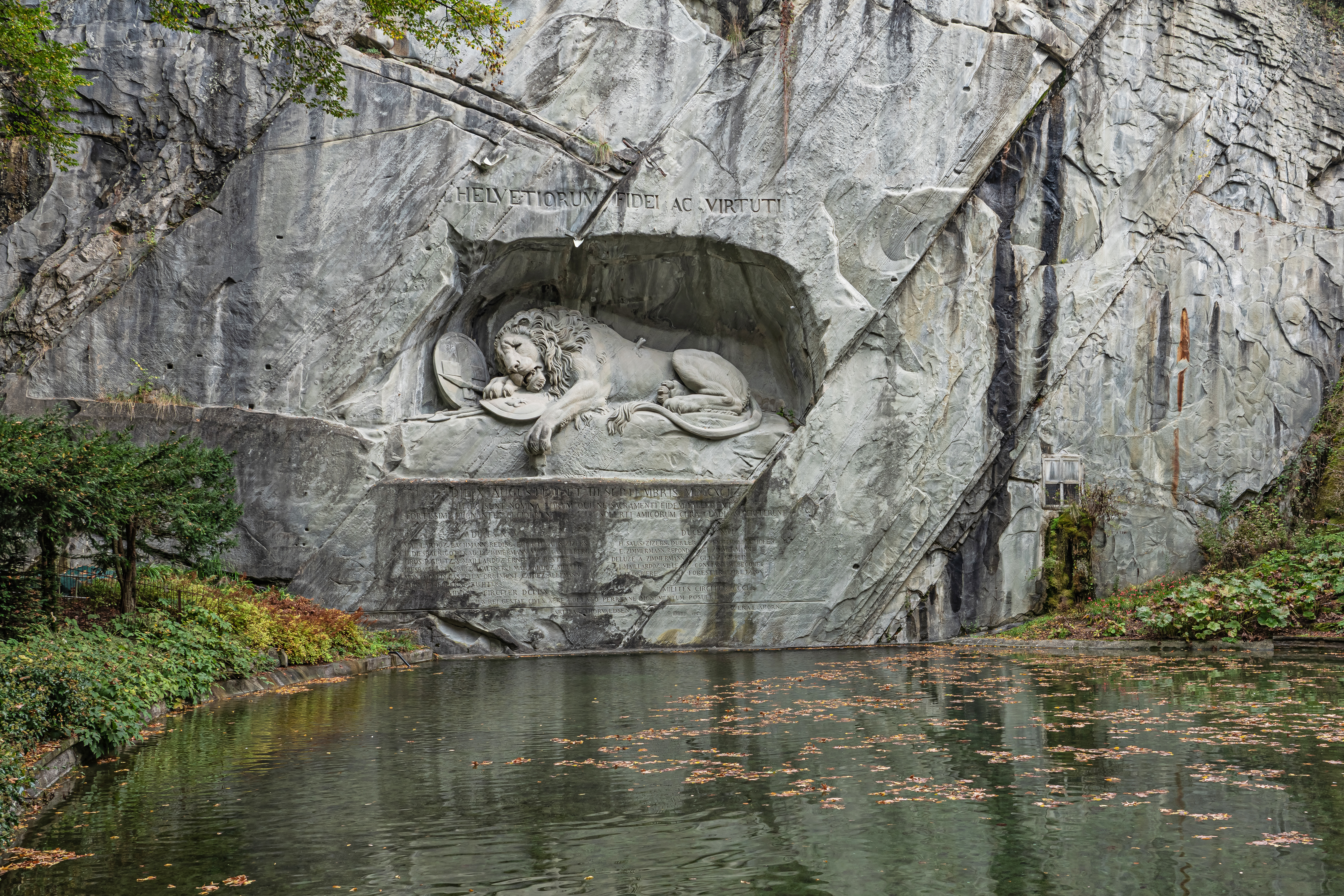
De Leeuw van Luzern herinnert sinds 1821 aan de slachtoffers onder de Zwitserse Garde

Nog in 1792 werd op de Place des Victoires in Parijs, inmiddels omgedoopt tot Place des Victoires-Nationales, op de sokkel van het omvergehaalde standbeeld van Lodewijk XIV een monument voor de slachtoffers van 10 augustus opgericht. Het bestond uit een houten piramide met daarop de namen van de doden. Het monument bleek niet bestand tegen de weersinvloeden en in 1810 werd het vervangen door een standbeeld van een van Napoleons generaals.
In het Zwitserse Luzern werd in 1821 het monument de Leeuw van Luzern onthuld van de beeldhouwer Bertel Thorvaldsen, ter herinnering aan de omgekomen Zwitserse Gardisten. Het beeld stelt een dodelijk gewonde leeuw voor, die in een in de rotsen uitgehouwen nis sterft.

## Voetnoten
1. ↑  Hibbert, C. (1980) The French Revolution, p. 154.
2. ↑  Decreet nr. 1297 van 10 augustus 1792
3. ↑  Anne de Mathan, "10 août 1792. L'Assemblée Législative et la Commune de Paris, ou les conséquences politiques de la chute de la royauté", in: Parlement[s]. Revue d'histoire politique, 2017, nr. 2, p. 187-204. DOI:10.3917/parl2.026.0187